# Championnats du monde de course sur route 2023
Navigation
Gdynia 2020  (semi-marathon) San Diego 2025
Les Championnats du monde de course sur route se déroulent le 1er octobre 2023 à Riga, en Lettonie.
Ce nouveau championnat reprend les épreuves du championnats du monde de semi-marathon ainsi que les distances du 5 kilomètres et du Mile. Il y a bien eu deux éditions du championnats du monde de course sur route en 2006 et 2007 mais sur des distances uniques (20km en 2006, semi-marathon en 2007).
La compétition propose également des courses de masse ouvertes au grand public sur les trois distances ainsi qu'une épreuve de semi-marathon en relais (10,2km + 10,9km).

## Podiums Élites

### Hommes
| Épreuves                            | Or                               | Argent                     | Bronze                        |
| ----------------------------------- | -------------------------------- | -------------------------- | ----------------------------- |
| 5 km - Course individuelle          | Hagos Gebrhiwet 12 min 59 s      | Yomif Kejelcha 13 min 2 s  | Nicholas Kipkorir 13 min 16 s |
| Mile - Course individuelle          | Hobbs Kessler 3 min 56 s 13 (WR) | Callum Elson 3 min 56 s 41 | Samuel Prakel 3 min 56 s 43   |
| Semi-marathon - Course individuelle | Sabastian Sawe 59 min 10 s       | Daniel Ebenyo 59 min 14 s  | Samwel Mailu 59 min 19 s      |
| Semi-marathon - Par équipes         | Kenya 2 h 57 min 43 s            | Éthiopie 2 h 59 min 54 s   | Afrique du Sud 3 h 1 min 17 s |

### Femmes
| Épreuves                            | Or                               | Argent                                    | Bronze                               |
| ----------------------------------- | -------------------------------- | ----------------------------------------- | ------------------------------------ |
| 5 km - Course individuelle          | Beatrice Chebet 14 min 35 s      | Lilian Kasait Rengeruk 14 min 39 s        | Ejgayehu Taye 14 min 40 s            |
| Mile - Course individuelle          | Diribe Welteji 4 min 20 s 98     | Freweyni Hailu 4 min 23 s 06              | Faith Kipyegon 4 min 24 s 13         |
| Semi-marathon - Course individuelle | Peres Jepchirchir 1 h 7 min 25 s | Margaret Chelimo Kipkemboi 1 h 7 min 26 s | Catherine Amanang'Ole 1 h 7 min 34 s |
| Semi-marathon - Par équipes         | Kenya 3 h 22 min 25 s            | Éthiopie 3 h 27 min 55 s                  | Royaume-Uni 3 h 29 min 15 s          |

## Résultats

### Hommes

#### Semi-marathon
| Rang               | Athlète                 | Pays           | Temps   | Notes |
| ------------------ | ----------------------- | -------------- | ------- | ----- |
| Médaille d'or      | Sabastian Sawe          | Kenya          | 59:10   | CR    |
| Médaille d'argent  | Daniel Ebenyo           | Kenya          | 59:14   |       |
| Médaille de bronze | Samwel Mailu            | Kenya          | 59:19   |       |
| 4                  | Jemal Yimer Mekonnen    | Éthiopie       | 59:22   |       |
| 5                  | Jimmy Gressier          | France         | 59:46   | PB    |
| 6                  | Thabang Mosiako         | Afrique du Sud | 59:52   | PB    |
| 7                  | Nibret Melak            | Éthiopie       | 1:00:11 |       |
| 8                  | Benard Kibet            | Kenya          | 1:00:13 |       |
| 9                  | Samsom Amare            | Érythrée       | 1:00:19 | PB    |
| 10                 | Tsegay Kidanu           | Éthiopie       | 1:00:21 |       |
| 11                 | Stephen Mokoka          | Afrique du Sud | 1:00:29 | PB    |
| 12                 | Tomoki Ota              | Japon          | 1:00:43 |       |
| 13                 | Elroy Gelant            | Afrique du Sud | 1:00:56 | PB    |
| 14                 | Mohamed Reda el-Aaraby  | Maroc          | 1:01:03 |       |
| 15                 | Djamal Abdi Direh       | Djibouti       | 1:01:05 |       |
| 16                 | Ibrahim Hassan          | Djibouti       | 1:01:06 | SB    |
| 17                 | Pietro Riva             | Italie         | 1:01:06 | SB    |
| 18                 | Abel Chebet             | Ouganda        | 1:01:09 | SB    |
| 19                 | Precious Lesiba Mashele | Afrique du Sud | 1:01:13 |       |
| 20                 | Ali Chebures            | Ouganda        | 1:01:22 | SB    |
| 21                 | Andrew Rotich Kwemoi    | Ouganda        | 1:01:25 | SB    |
| 22                 | Aleksander Tekleweld    | Érythrée       | 1:01:26 | PB    |
| 23                 | Valentin Gondouin       | France         | 1:01:27 | PB    |
| 24                 | Mehdi Frère             | France         | 1:01:27 |       |
| 25                 | Abbabiya Simbassa       | États-Unis     | 1:01:28 | SB    |
| 26                 | Samuel Barata           | Portugal       | 1:01:29 | PB    |
| 27                 | Mahamed Mahamed         | Royaume-Uni    | 1:01:33 |       |
| 28                 | Tadesse Getahon         | Israël         | 1:01:34 | SB    |
| 29                 | Yohanes Chiappinelli    | Italie         | 1:01:37 |       |
| 30                 | Jack Rowe               | Royaume-Uni    | 1:01:39 |       |

#### Semi-marathon par équipes
| Rang               | Pays            | Temps   |
| ------------------ | --------------- | ------- |
| Médaille d'or      | Kenya           | 2:57:43 |
| Médaille d'argent  | Éthiopie        | 2:59:54 |
| Médaille de bronze | Afrique du Sud  | 3:01:17 |
| 4                  | France          | 3:02:40 |
| 5                  | Ouganda         | 3:03:56 |
| 6                  | Érythrée        | 3:04:33 |
| 7                  | Grande-Bretagne | 3:05:11 |
| 8                  | Italie          | 3:05:34 |
| 9                  | États-Unis      | 3:05:43 |
| 10                 | Israël          | 3:07:24 |

#### 5 km
| Rang               | Athlète             | Pays            | Temps | Notes |
| ------------------ | ------------------- | --------------- | ----- | ----- |
| Médaille d'or      | Hagos Gebrhiwet     | Éthiopie        | 12:59 | CR    |
| Médaille d'argent  | Yomif Kejelcha      | Éthiopie        | 13:02 |       |
| Médaille de bronze | Nicholas Kimeli     | Kenya           | 13:16 | SB    |
| 4                  | Dawit Seare         | Érythrée        | 13:21 | PB    |
| 5                  | Cornelius Kemboi    | Kenya           | 13:24 | SB    |
| 6                  | Etienne Daguinos    | France          | 13:25 | PB    |
| 7                  | Morgan McDonald     | Australie       | 13:26 | PB    |
| 8                  | Awet Nftalem Kibrab | Norvège         | 13:28 | NR    |
| 9                  | Scott Beattie       | Grande-Bretagne | 13:32 | PB    |
| 10                 | Jonas Glans         | Suède           | 13:32 | NR    |

#### Mile
| Rang               | Athlète           | Pays            | Temps   | Notes |
| ------------------ | ----------------- | --------------- | ------- | ----- |
| Médaille d'or      | Hobbs Kessler     | États-Unis      | 3:56.13 | WR    |
| Médaille d'argent  | Callum Elson      | Grande-Bretagne | 3:56.41 | AR    |
| Médaille de bronze | Samuel Prakel     | États-Unis      | 3:56.43 | PB    |
| 4                  | Maël Gouyette     | France          | 3:56.57 | PB    |
| 5                  | Kieran Lumb       | Canada          | 3:56.98 | PB    |
| 6                  | Ryan Mphahlele    | Afrique du Sud  | 3:57.35 | PB    |
| 7                  | Giovanni Filippi  | Italie          | 3:57.41 | PB    |
| 8                  | Benoit Campion    | France          | 3:57.62 | PB    |
| 9                  | Yobiel Weldrufael | Érythrée        | 3:57.94 | PB    |
| 10                 | Jack Anstey       | Australie       | 3:58.30 | PB    |

### Femmes

#### Semi-marathon
| Rang               | Athlète                       | Pays           | Temps   | Notes |
| ------------------ | ----------------------------- | -------------- | ------- | ----- |
| Médaille d'or      | Peres Jepchirchir             | Kenya          | 1:07:25 | CR    |
| Médaille d'argent  | Margaret Chelimo Kipkemboi    | Kenya          | 1:07:26 |       |
| Médaille de bronze | Catherine Amanang'ole         | Kenya          | 1:07:34 |       |
| 4                  | Tsigie Gebreselama            | Éthiopie       | 1:07:50 |       |
| 5                  | Irine Jepchumba Kimais        | Kenya          | 1:08:02 |       |
| 6                  | Ftaw Zeray                    | Éthiopie       | 1:08:31 |       |
| 7                  | Calli Thackery                | Royaume-Uni    | 1:08:56 | PB    |
| 8                  | Rahma Tahiri                  | Maroc          | 1:09:19 | PB    |
| 9                  | Samantha Harrison             | Royaume-Uni    | 1:09:26 |       |
| 10                 | Cacisile Sosibo               | Afrique du Sud | 1:09:31 | PB    |
| 11                 | Sofiia Yaremchuk              | Italie         | 1:09:37 | SB    |
| 12                 | Glenrose Xaba                 | Afrique du Sud | 1:09:47 |       |
| 13                 | Molly Grabill                 | États-Unis     | 1:09:53 | PB    |
| 14                 | Isobel Batt-Doyle             | Australie      | 1:10:08 |       |
| 15                 | Cian Oldknow                  | Afrique du Sud | 1:10:08 | PB    |
| 16                 | Annet Chemengich Chelangat    | Ouganda        | 1:10:16 | PB    |
| 17                 | Rigbe Habteslasie Tesfamariam | Érythrée       | 1:10:27 | PB    |
| 18                 | Méline Rollin                 | France         | 1:10:35 | PB    |
| 19                 | Belinda Chemutai              | Ouganda        | 1:10:40 | PB    |
| 20                 | Kaoutar Farkoussi             | Maroc          | 1:10:40 | PB    |
| 21                 | Rkia El Moukim                | Maroc          | 1:10:49 | PB    |
| 22                 | Clara Evans                   | Royaume-Uni    | 1:10:53 | SB    |
| 23                 | Carolina Wikström             | Suède          | 1:10:56 | PB    |
| 24                 | Shona Heaslip                 | Irlande        | 1:11:07 |       |
| 25                 | Abby Donnelly                 | Royaume-Uni    | 1:11:08 |       |
| 26                 | Mekdes Woldu                  | France         | 1:11:12 | SB    |
| 27                 | Clementine Mukandanga         | Rwanda         | 1:11:31 | SB    |
| 28                 | Yalemget Yaregal              | Éthiopie       | 1:11:34 |       |
| 29                 | Sarah Pagano                  | États-Unis     | 1:11:37 |       |
| 30                 | Manon Trapp                   | France         | 1:11:44 |       |

#### Semi-marathon par équipes
| Rang               | Pays            | Temps   |
| ------------------ | --------------- | ------- |
| Médaille d'or      | Kenya           | 3:22:25 |
| Médaille d'argent  | Éthiopie        | 3:27:55 |
| Médaille de bronze | Grande-Bretagne | 3:29:15 |
| 4                  | Afrique du Sud  | 3:29:26 |
| 5                  | Maroc           | 3:30:48 |
| 6                  | France          | 3:33:31 |
| 7                  | États-Unis      | 3:33:56 |
| 8                  | Australie       | 3:41:55 |
| 9                  | Équateur        | 3:44:52 |
| 10                 | Danemark        | 3:49:53 |

#### 5 km
| Rang               | Athlète                | Pays            | Temps | Notes |
| ------------------ | ---------------------- | --------------- | ----- | ----- |
| Médaille d'or      | Beatrice Chebet        | Kenya           | 14:35 | CR    |
| Médaille d'argent  | Lilian Kasait Rengeruk | Kenya           | 14:39 | PB    |
| Médaille de bronze | Ejgayehu Taye          | Éthiopie        | 14:40 | SB    |
| 4                  | Medina Eisa            | Éthiopie        | 14:41 | PB    |
| 5                  | Nadia Battocletti      | Italie          | 14:45 | NR    |
| 6                  | Joy Cheptoyek          | Ouganda         | 14:50 | NR    |
| 7                  | Weini Kelati Frezghi   | États-Unis      | 15:10 | SB    |
| 8                  | Verity Ockenden        | Grande-Bretagne | 15:18 | PB    |
| 9                  | Francine Niyomukunzi   | Burundi         | 15:23 | NR    |
| 10                 | Klara Lukan            | Slovénie        | 15:25 | NR    |

#### Mile
| Rang               | Athlète               | Pays       | Temps   | Notes |
| ------------------ | --------------------- | ---------- | ------- | ----- |
| Médaille d'or      | Diribe Welteji        | Éthiopie   | 4:20.98 | WR    |
| Médaille d'argent  | Freweyni Hailu        | Éthiopie   | 4:23.06 | PB    |
| Médaille de bronze | Faith Kipyegon        | Kenya      | 4:24.13 | PB    |
| 4                  | Nelly Chepchirchir    | Kenya      | 4:31.18 | PB    |
| 5                  | Jessica Hull          | Australie  | 4:32.45 | PB    |
| 6                  | Marta Pérez           | Espagne    | 4:34.12 | PB    |
| 7                  | Bérénice Cleyet-Merle | France     | 4:34.41 | PB    |
| 8                  | Nozomi Tanaka         | Japon      | 4:35.32 |       |
| 9                  | Addison Wiley         | États-Unis | 4:36.03 |       |
| 10                 | Marissa Damink        | Pays-Bas   | 4:36.49 | PB    |